# بخش بفروئیه
بخش بفروئیه یکی از بخش‌های شهرستان میبد استان یزد ایران است.

## ایجاد
این بخش در سال ۱۳۹۲ بر اساس مصوبه دولت پس از ارتقا روستای بفروئیه به شهر ایجاد گردید.

## تقسیمات کشوری
- بخش بفروئیه
  - دهستان بفروئیه
  - دهستان درین

شهر: بفروئیه

## جمعیت
براساس سرشماری عمومی نفوس و مسکن در سال ۱۳۹۵، جمعیت بخش بفروئیه برابر با ۱۰،۳۵۶ نفر بوده‌است.